# Jacoba Petronella Winckelman
Jacoba Petronella Winckelman (Vlissingen, 1696 - Middelburg, 1761) was een piëtistisch dichteres. Ze was jongste kind uit het vrome gezin van Jacob Winckelman en Maria Elisabeth Sterthenius en bleef zelf ongehuwd. Haar nicht Maria Elisabeth Winckelman gaf haar poëzie uit onder de titel Stichtelyke gedichten en leidde dit werk in met een biografie van haar tante. 

## Gedichten
Winckelmans poëzie werd op een uitzondering na postuum uitgegeven. Ze liet zich inspireren op Bijbelteksten of het idee van straf-op-de-zonde. Andere gedichten waren het resultaat van zelfreflectie. Winckelmans gedichten vormden een handleiding voor anderen, wat haar aanzette tot het schrijven van de Samenspraak tusschen eenen min ervarenen en eenen meer geöeffenden christen (1760), een tekst over de juiste beleving van een dank-, vast- en biddag. 
- Biografisch Portaal: 71900109
- Digitale Bibliotheek voor de Nederlandse Letteren: winc001
- Gemeinsame Normdatei: 173572618
- International Standard Name Identifier: 0000 0001 4031 9735
- Nederlandse Thesaurus van Auteursnamen: 071018379
- Virtual International Authority File: 202404511
- WorldCat: E39PBJwxJQFggghK9wtqqpDpfq